# Matthew Byers
Matthew Byers (ur. 12 listopada 1990) – amerykański lekkoatleta specjalizujący się w rzucie oszczepem.
W 2009 zdobył brązowy medal mistrzostw panamerykańskich juniorów.
Rekord życiowy: 74,89 (2 kwietnia 2011, Baton Rouge).

## Osiągnięcia
| Rok  | Impreza                              | Miejsce       | Pozycja    | Wynik |
| ---- | ------------------------------------ | ------------- | ---------- | ----- |
| 2009 | Mistrzostwa panamerykańskie juniorów | Port-of-Spain | 3. miejsce | 65,83 |